# Phụ tố
Phụ tố là hình vị phụ thêm vào gốc từ, biểu thị ý nghĩa cấu tạo từ hoặc ý nghĩa ngữ pháp. Theo vị trí đối với gốc từ có thể phân chia phụ tố thành tiền tố, trung tố, hậu tố... chúng không thể tự tạo ra các từ mà  phải luôn kết hợp với căn tố.